# Yabu Kentsū
Yabu Kentsū ( (屋部 憲通?); 1866 – 1937) è stato un maestro di karate giapponese.
Fu un prominente insegnante di karate Shōrin-ryū a Okinawa dagli anni dieci fino agli anni trenta, ed una delle prime persone a praticare il karate nelle Hawaii.

## Storia
Era il figlio più grande di Yabu Kenten e di Shun Morinaga e aveva tre fratelli, tre sorelle, e tre sorellastre.
Da ragazzo, Yabu ricevette il suo addestramento al karate Shōrin-ryū. I suoi insegnanti furono Matsumura Sōkon e Itosu Anko.
Yabu si arruolò nell'esercito giapponese nel 1891. Servì in Manciuria durante la prima Guerra Sino-Giapponese del 1894-1895. Ricevette la promozione a tenente, ma dai suoi studenti successivi spesso era conosciuto come "gunso", "sergente".
Terminato il servizio, Yabu studiò all'Università della Prefettura di Shuri, e nel 1902 divenne un insegnante nella scuola numero uno delle Prefettura di Shuri.
Morì nel 1937.

## Influenze sul Karate
Come nella formazione militare, Yabu è ricordato come colui che faceva il karate di Okinawa più militaresco.  Questa probabilmente era parte della militarizzazione generale dell'atletica generale giapponese, comune ai primi del XX secolo.
I suoi kata favoriti a quanto riferito includevano: Gojūshiho e il naihanchi.